# Triumfetta actinocarpa
Triumfetta actinocarpa är en malvaväxtart som beskrevs av Spencer Le Marchant Moore. Triumfetta actinocarpa ingår i släktet triumfettor, och familjen malvaväxter. Inga underarter finns listade i Catalogue of Life.